# Körpermodifikation

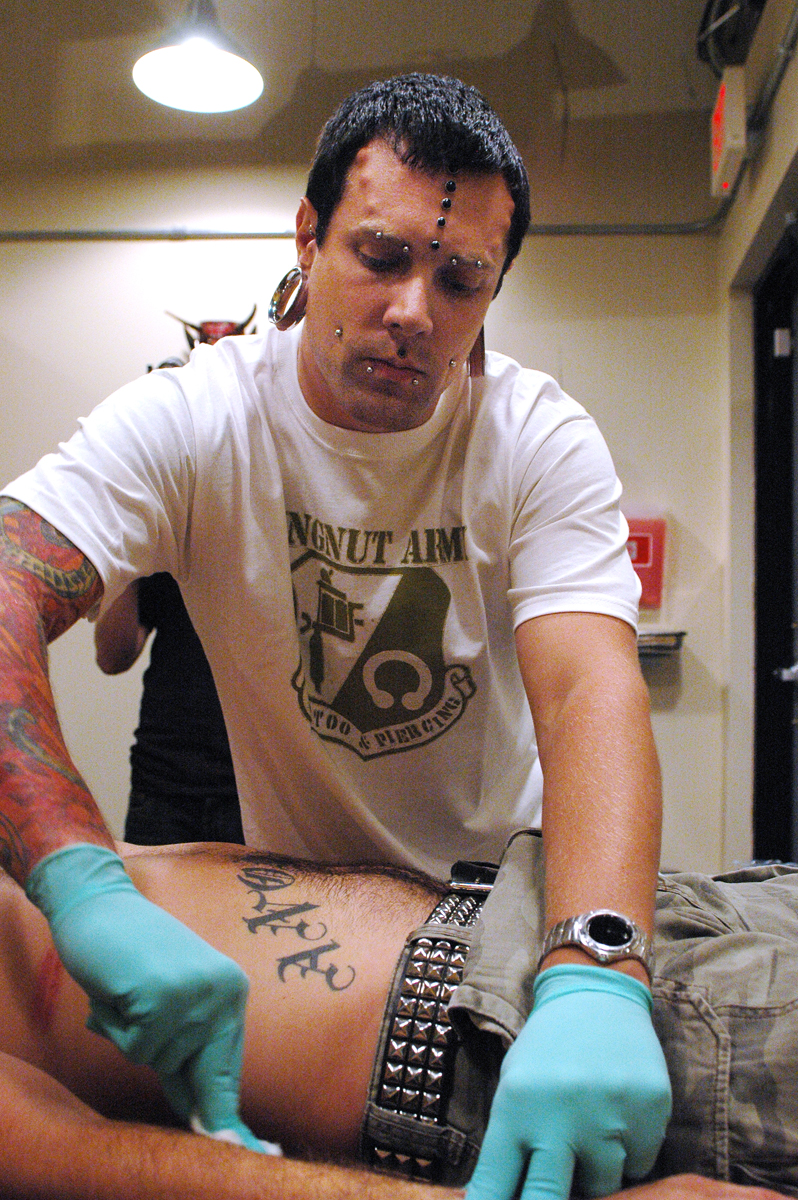
Piercer mit Implants, Tätowierungen und Piercings

Körpermodifikation (englisch Body-Modification, auch kurz BodMod) ist ein Oberbegriff für verschiedene willkürliche Veränderungen am menschlichen Körper. Sie werden ohne medizinische Indikation, beispielsweise aus optischen Gründen und überwiegend durch kommerzielle Anbieter durchgeführt. Im Gegensatz zu anderen Arten den Körper zu verändern, beispielsweise Training, Schminke oder Haarfärbung, sind Körpermodifikationen mit verletzenden Eingriffen in die Substanz des menschlichen Körpers (die Haut, teilweise auch darunter liegendes Knorpel- und Fettgewebe) und mit dauerhaften oder schwer rückgängig zu machenden Verletzungen verbunden.
Zur Körpermodifikation zählen Tätowierungen, Piercings, Implants, Brandings und Schmucknarben. Die Abgrenzung gegenüber schönheitschirurgischen Eingriffen ist nicht eindeutig. Auch Silikonimplantate und Beschneidungen gehören zur Körpermodifikation.

## Geschichte

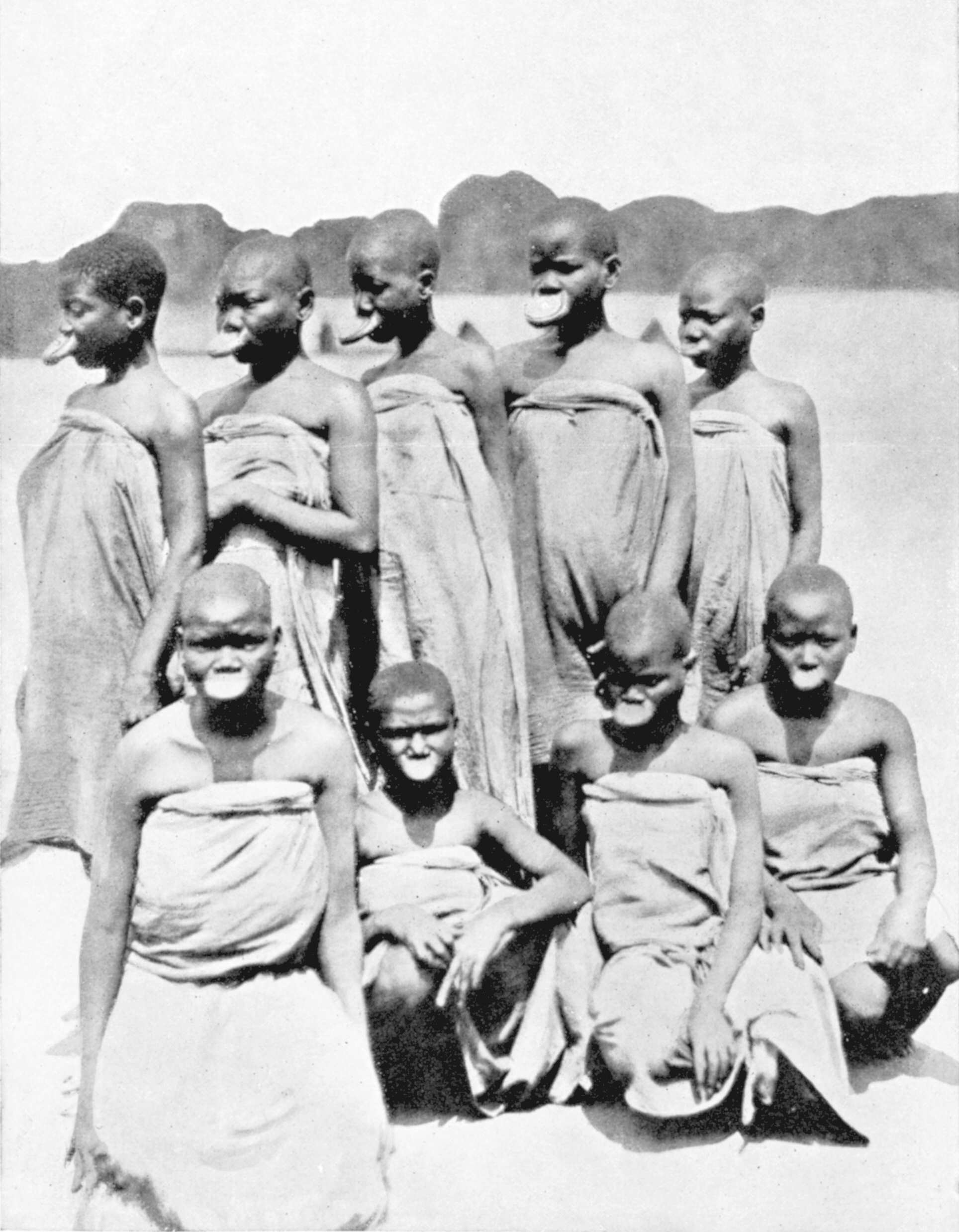
Mobalifrauen mit Tellerlippen im Nordkongo

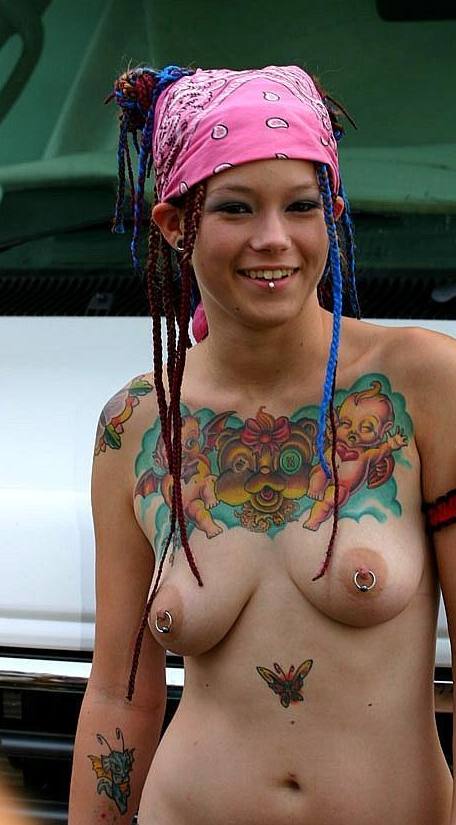
Frau mit verschiedenen Piercings und Tätowierungen

Die meisten Formen gehen auf jahrhundertealte Rituale verschiedener Völker zurück. Abgesehen von Tätowierung findet sich Körpermodifikation in Europa erst seit kurzem. Mit der Entdeckung Polynesiens im 18. Jahrhundert wurde Tätowieren bekannt, verbreitete sich Ende des 19. Jahrhunderts und kam während der beiden Weltkriege wieder zum Erliegen. Nach dem Zweiten Weltkrieg gab es in Deutschland keine hauptberuflichen Tätowierer und Piercing war weitgehend vergessen.
Seit den 1970er Jahren erlebten Tätowierungen einen Aufschwung. Seit 1980 und vor allem in den 1990er Jahren kam das Piercing dazu. Auch andere Formen der Körpermodifikation verbreiteten sich in Deutschland. Heute gibt es eine breite Szene. Die extremen Body-Modifications sind weitestgehend auf Nordamerika beschränkt, wo sich auch die Subkultur der Modern Primitives entwickelte.

## Formen
Die bekanntesten Formen sind Tätowierungen und Piercings. Darüber hinaus gibt es aber weitere Formen der Körpermodifikation.

### Tätowierung
Eine Tätowierung, auch Tatauierung oder Tattoo, ist ein Motiv, das mit Tinte oder anderen Farbmitteln in die Haut eingebracht wird. Dazu wird die Farbe meist mit einer Tätowiermaschine durch eine oder mehrere Nadeln in die zweite Hautschicht gestochen und dabei ein Bild oder Text gezeichnet.

### Eyeball Tattoo / Sclera Tattoo
Die episclerale Tätowierung (Augapfeltattoo) ist eine Tätowierung, bei der Tätowierfarbe unter die Lederhaut (Sclera) des Auges injiziert wird.

### Piercing
Hierbei wird Piercingschmuck in Form von Ringen oder Stäben an verschiedenen Stellen des menschlichen Körpers durch die Haut und darunter liegendes Fett- oder Knorpelgewebe hindurch angebracht. Meist werden Piercings an Hautfalten oder Körperöffnungen (Mund, Nase, Ohr, Genitalien) angebracht. Liegen Ein- und Austrittsstelle auf einer Ebene, spricht man von Oberflächenpiercings. Piercings können bis zu einem großen Durchmesser geweitet werden. Temporäre Piercings, die z. B. für ein Fotoshooting, nur mit Kanülen gemacht werden, bezeichnet man als Playpiercing.

### Transdermals

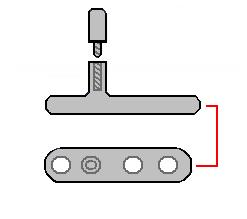
Transdermale / Micro dermale Implantat

Transdermals, auch transdermale Implantate genannt, sind Implantate, bei welchen eine kleine Metallplatte unter die Haut gebracht wird. An dieser befindet sich ein Gewindestab, der zur Anbringung verschiedener Schmuckaufsätze dient. Eine Spezialform sind sogenannte Microdermals oder Dermal Anchors. Hierbei handelt es sich um Transdermals mit einer relativ kleinen Implantatfläche, die aufgrund ihrer schnellen Verheildauer sehr beliebt sind. Transdermals sind optisch den Oberflächenpiercings sehr ähnlich.

### Skarifizierung
Skarifizierung bezeichnet das Anbringen von Ziernarben in die Haut. Je nach Methode verwendet man dafür auch die Begriffe Cutting für die Erzeugung von Narben durch Schnittwunden beziehungsweise Branding für äußerliche Brandmale.

### Beschneidung

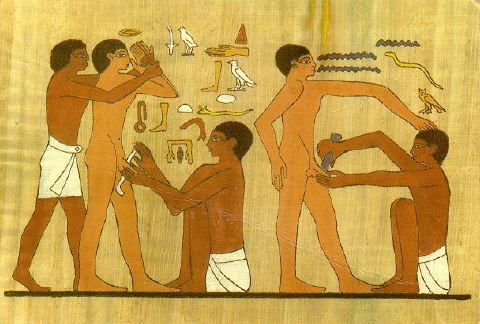
Beschneidung erwachsener Männer, Zeichnung eines Grabreliefs, Sakkara, 6. Dynastie, Ägypten, 2300 v. Chr.

Bei der Beschneidung wird Gewebe an den Genitalien entfernt.
Beim Mann wird bei der Zirkumzision die Penisvorhaut ganz oder teilweise entfernt. Bei der Subinzision und Bifurkation wird der vordere Teil der Harnröhre gespalten.
Die Weibliche Genitalverstümmelung bezeichnet die teilweise oder vollständige Amputation beziehungsweise Beschädigung der äußeren weiblichen Geschlechtsorgane ohne medizinische Indikation. Es gibt auch plastische Chirurgie, sogenannte Labioplastik, an der Vulva.

### Weitere Formen
Es gibt weitere, eher seltenere Formen der Körpermodifikation. Beispielsweise können bestimmte Körperteile gespalten werden, beispielsweise die Zungenspaltung, Implants oder den temporären Bagelhead.
Manche Formen sind oder waren auf bestimmte Ethnien oder Kulturkreise beschränkt, beispielsweise Füßebinden, Brustbügeln, Tellerlippen, Lippenpflock (siehe auch: Lippenvergrößerung), Schädeldeformation oder Padaung.

## Motive
Für Körpermodifikation haben Personen unterschiedlicher Kulturen verschiedene Motive.

### Optische Motive

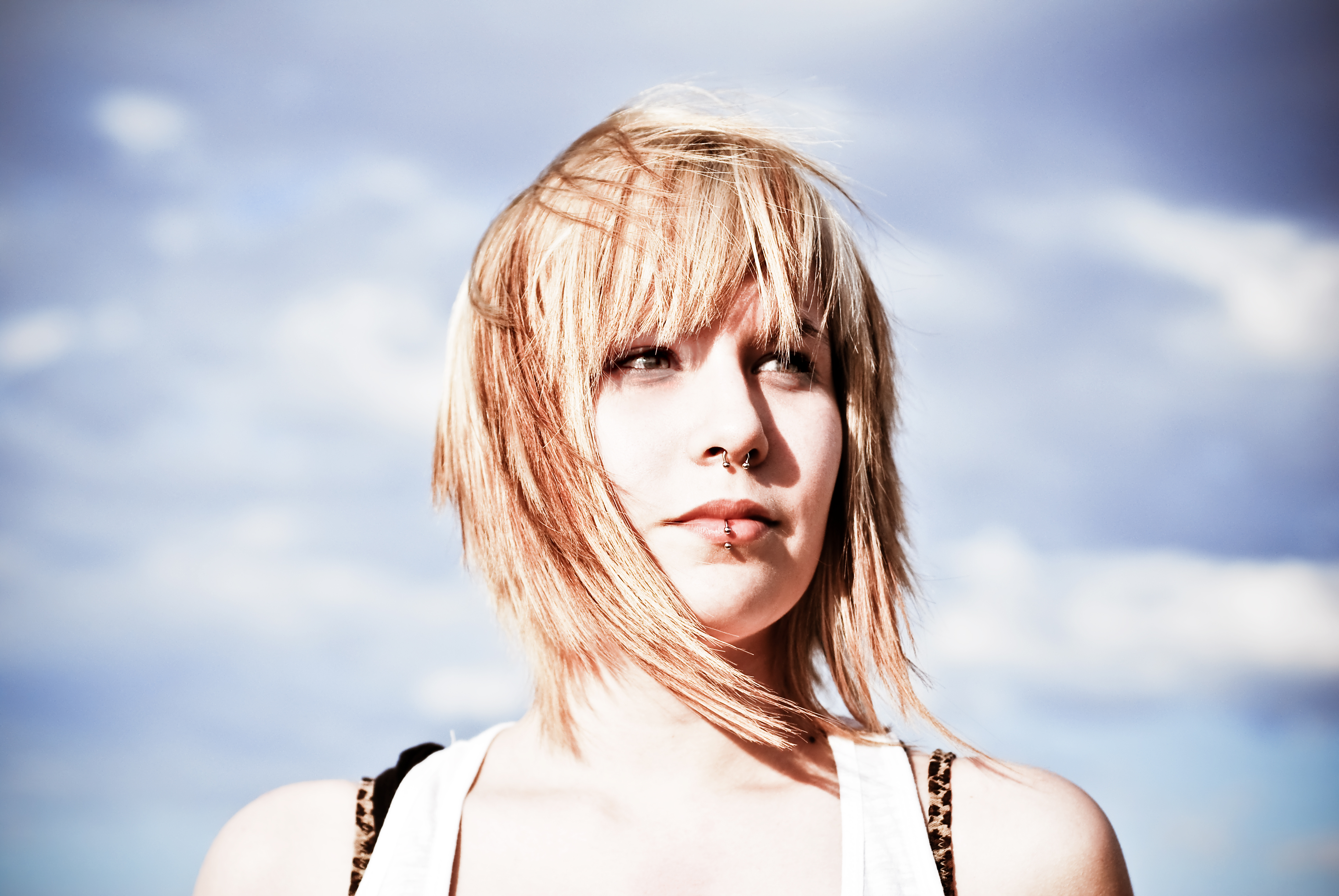
Septum-Piercing und Labret-Piercing

Das häufigste Motiv ist die Verschönerung des Körpers. Was jeweils als schön anzusehen ist, wird stark durch soziale und kulturelle Vorgaben beeinflusst und manifestiert sich im vorherrschenden Schönheitsideal. Dieses unterscheidet sich je nach Epoche und Kulturkreis. Zahlreiche Formen der Körpermodifikation wie Piercing oder Branding, die heute weitgehend akzeptiert sind, wurden vor wenigen Jahrzehnten im Westen als unschön betrachtet und sozial geächtet. Es gibt auch den Wunsch sich von der Masse abzuheben (Schockeffekt).

### Rituelle Motive

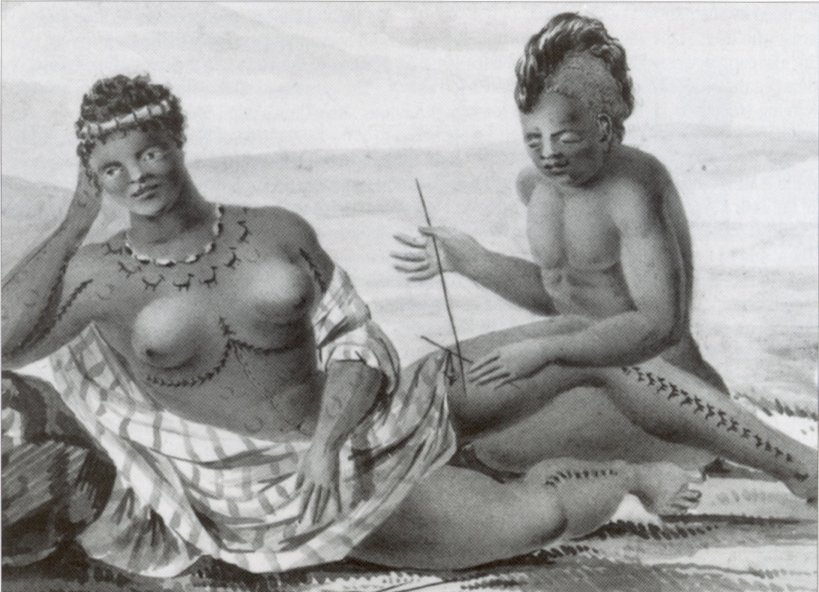
Traditionelle Tätowierung eines Mädchens auf Hawaii, 19. Jahrhundert

In vielen archaischen Kulturkreisen stellt die Veränderung des menschlichen Körpers einen rituellen Eingriff dar, der als Initiationsritual dient. Die Modifikation erfolgt meist im späten Kindes- oder frühem Jugendalter und stellt den Übergang zur Welt der Erwachsenen dar. Eine wesentliche Komponente des Rituals ist das Aushalten und Transzendieren der mit dem Eingriff einhergehenden Schmerzen. Auch als Abgrenzung gegenüber anderen Stämmen werden Körpermodifikationen eingesetzt.
Mitunter werden von einigen Wissenschaftlern auch die heutigen Formen der Körpermodifikation als Merkmal einer Autoinitiation angesehen: in unserer heutigen, entritualisierten Welt, wird dem Bedürfnis nach einer Markierung des Übergangs zum Erwachsensein selbst entsprochen. Dafür spricht die Tatsache, dass ein Großteil der Erst-Piercings beziehungsweise Tattoos im Alter zwischen 16 und 24 Jahren gestochen wird. So kann ein zum 18. Geburtstag gestochenes Piercing das Ende der Adoleszenz symbolisiert zum Ausdruck bringen.

### Kulturelle Identität

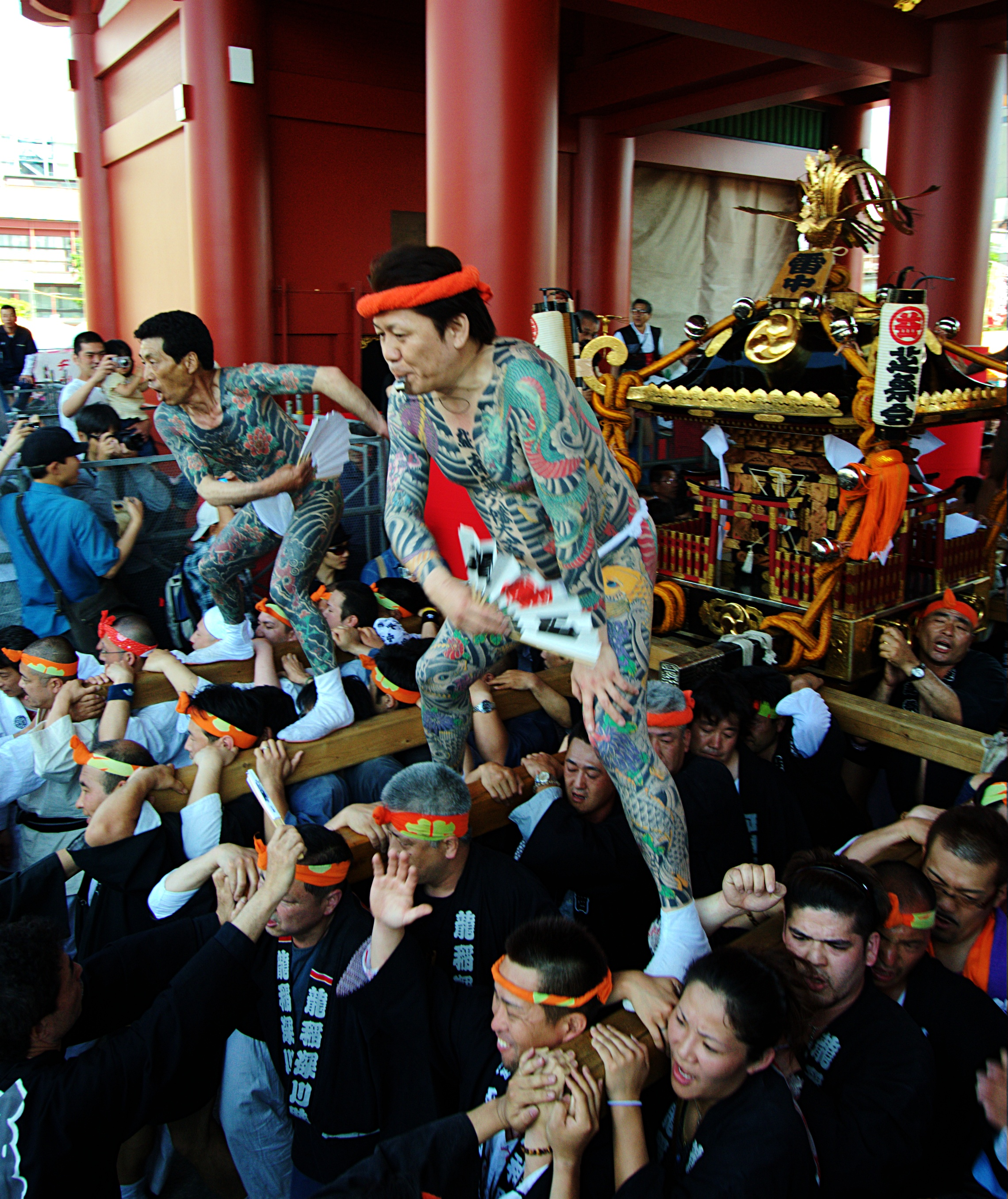
Yakuza beim Sanja-Matsuri-Fest in Japan

Körpermodifikation stellt ein Mittel dar, um die Zugehörigkeit zu einer bestimmten kulturellen bzw. subkulturellen Gruppe darzustellen, beispielsweise Stämme oder Clans. Die Modifikationen können sich zwischen den Stämmen unterscheiden – ein Lippenteller oder Padaung weist auf die Zugehörigkeit zu einem bestimmten Stamm hin. Die an sich gleichen Modifikationen können auch in geringen Nuancen variieren und Aufschluss über die Herkunft geben. Bei vielen benachbarten afrikanischen Stämmen sind beispielsweise Skarifizierung oder Tätowierung verbreitet, wobei Muster oder Motive die Stammeszugehörigkeit codieren. Auch bei der japanischen Yakuza dienen Tätowierungen dazu, die Zugehörigkeit zur Vereinigung zu demonstrieren.
In der heutigen modernen Gesellschaft sind es vielmehr soziokulturelle Gruppen, mit denen eine Identifikation stattfindet. Beispielsweise galten Piercings in den 1980er Jahren als Zeichen von Rebellion gegen das Establishment und Gegenkultur. Mit der inzwischen weitgehenden Verbreitung durch alle Bevölkerungsschichten und der Akzeptanz in der Gesellschaft hat der Aspekt der Abgrenzung gegen den Mainstream an Bedeutung verloren. Mittlerweile werden Piercings im Westen primär wegen ihrer ästhetischen Komponente geschätzt.

### Funktionale Gründe
Einige Modifikationen haben funktionale Aspekte, die bestimmte Bereiche des Lebens verbessern. So wird der von vielen Kulturen praktizierten Zirkumzision eine Verbesserung der Hygiene und eine geringere Gefahr der Ansteckung mit Geschlechtskrankheiten zugeschrieben, dies wird allerdings kontrovers diskutiert und die Studienlage dazu ist nicht einheitlich. Die bei einigen indigenen Stämmen Zentralaustraliens vorkommende Subinzision kann als Maßnahme der Geburtenkontrolle angesehen werden. Verschiedene Intimpiercings, wie das Apadravya beim Mann oder das Klitorisvorhautpiercing bei der Frau, sollen zu einer Intensivierung der Stimulation beim Geschlechtsverkehr führen.

## Risiken

### Medizinische Risiken
Bei jeder Körpermodifikation besteht die Gefahr ungewollter Auswirkungen auf den Körper, insbesondere wenn Modifikationen (zum Beispiel durch unlizenzierte Chirurgen bzw. Personal ohne entsprechende medizinische Vorkenntnisse) an einem dafür ungeeigneten Ort durchgeführt werden, was lebensgefährlich sein kann und in vielen Ländern illegal ist. Unter Beachtung der notwendigen Hygiene, sind professionell durchgeführte Körpermodifikationen überwiegend risikoarm, aber dennoch nicht völlig ohne Risiken. Während der Wundheilung sollte insbesondere darauf geachtet werden, dass es nicht zu Entzündungen kommt.

### Psychische Risiken
Unzufriedenheit mit dem Aussehen des eigenen Körpers ist ein universelles Phänomen mit fließenden Übergängen zwischen normalen und klinischen Ausprägungen. Bei der körperdysmorphen Störung Dysmorphophobie erreichen jedoch die Beschäftigung mit dem Aussehen, die Diskrepanz zwischen Erleben und objektiver Beurteilung sowie der Leidensdruck ein extremes Ausmaß.
Eine derartige, psychisch bedingte Wahrnehmungsstörung, die für dauerhafte Unzufriedenheit mit dem eigenen Körper sorgt, kann nicht durch Body Modification oder Schönheitsoperationen gelindert werden. Insbesondere im Hinblick auf Wirksamkeit und Langzeitfolgen ist von operativen Eingriffe sowie kosmetischen Behandlungen im Sinne von Körpermodifikation abzusehen. Wobei die Nachfrage durch Betroffene besonders hoch ist. Dabei wird die zu Grunde liegende Störung meistens nicht festgestellt, und viele Behandlungen werden ohne ausreichende Indikation durchgeführt. Die Ergebnisse der Behandlungen stellen die Patienten selten zufrieden.
Der Wunsch sich gesunde Körperteile amputieren zu lassen, geht ebenfalls auf eine Störung, die Body Integrity Identity Disorder, zurück und ist von regulärer Körpermodifikation aus den oben genannten Motiven abzugrenzen.

## Kritik
Umstritten ist der Versuch, andere Kulturen beziehungsweise Völker nachzuahmen, um ihnen damit zu ähneln, beispielsweise, dass Asiaten ihre Epikanthus-Falte operieren lassen, um europäische, nichtasiatische Augen nachzuahmen, die Haut durch Farbstoffe oder Operationen aufgehellt wird oder Afrikaner ihre Haare glätten und ihre Nasen durch Rhinoplastik zu verändern suchen, oder wenn Europäer sich Tätowierungen, Piercing, Skarifizierungen oder andere rituelle Traditionen indigener Völker kulturell aneignen.

## Filmografie
- 2005: Modify, Regie: Jason Gary und Greg Jacobson.